# Eta Scuti
Eta Scuti (η Sct / HD 175751 / HR 7149 / HIP 93026) es una estrella en la constelación de Scutum, el escudo.
De magnitud aparente +4,83, es la sexta más brillante de su constelación, después de α, β, ζ, γ y δ Scuti.
Se encuentra a 207 años luz del sistema solar.
Eta Scuti es una gigante naranja de tipo espectral K2III con una temperatura efectiva entre 4645 y 4710 K.
Es 54 veces más luminosa que el Sol y tiene un diámetro unas 11 veces más grande que el diámetro solar, comparable al de la conocida Pólux (β Geminorum), la gigante naranja más cercana a nosotros.
Gira sobre sí misma con una velocidad de rotación proyectada de 3,0 km/s.
Eta Scuti ostenta un contenido metálico comparable al solar, siendo su índice de metalicidad [Fe/H] en torno a +0,02.
En cuanto a su edad, esta se estima en 2800 millones de años.
Con una masa estimada de 1,42 masas solares, su cinemática corresponde a la de una estrella perteneciente a la denominada «corriente de Hércules»; éste es un grupo grande estrellas en las cercanías del Sistema Solar cuya velocidad de rotación en torno al centro galáctico difiere significativamente de la que tienen la gran mayoría de las estrellas de la Vía Láctea.